# Didiv Iar, Lohvîțea
Didiv Iar (în ucraineană Дідів Яр) este un sat în comuna Bodakva din raionul Lohvîțea, regiunea Poltava, Ucraina.